# Heterocampa plumosa
Heterocampa plumosa är en fjärilsart som beskrevs av Edwards 1886. Heterocampa plumosa ingår i släktet Heterocampa och familjen tandspinnare. Inga underarter finns listade i Catalogue of Life.